# عربشاه خان
عربشاه خان هي قرية في مقاطعة كليبر، إيران. عدد سكان هذه القرية هو 510 في سنة 2006.